# Hiiraan
Hiiraan ou Hīrān é uma região da Somália, sua capital é a cidade de Beledweyne.